# Ulopeza innotalis
Ulopeza innotalis is een vlinder uit de familie van de grasmotten (Crambidae). De wetenschappelijke naam van deze soort is voor het eerst gepubliceerd in 1900 door Ferdinand Karsch.
De soort komt voor in Kameroen.